# WWE 월드 태그팀 챔피언십

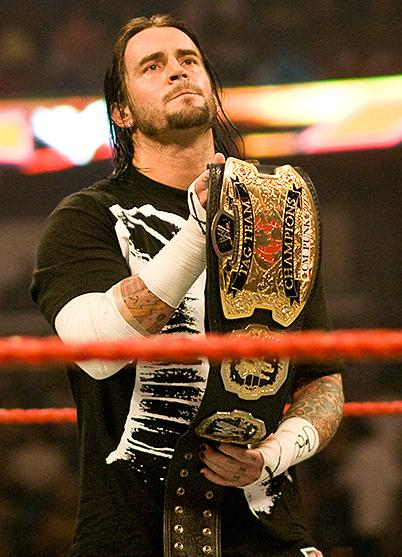

WWE 월드 태그팀 챔피언십(WWE World Tag Team Championship)은 WWE에 속해있던 태그팀 챔피언십이었다.
1971년부터 2002년까지 단일 태그팀 타이틀을 속해 있다가 브랜드 확장 이후 2002년부터 WWE 태그팀 챔피언십이 탄생하면서 두 분야의 태그팀 타이틀이 소지하고 있었다. 그러나 2009년 레슬매니아로 통합하다가 2010년 새로운 벨트가 바뀌게 되면서 WWE 태그팀 챔피언십만 남게 되었고 이 타이틀은 40년 만에 역사속으로 폐지되었다.

## 역사
본 태그팀 타이틀의 역사는 1971년부터 시작된다. 1971년 WWWF 월드 태그팀 챔피언십이란 이름으로 '루크 그레이엄'과 '타잔 테일러'가 초대 챔피언으로써 시작된다. 또한 1979년에는 WWWF가 WWF(현재 WWE)로 변경한 동시에 WWF 월드 태그팀 챔피언십 혹은 WWF 태그팀 챔피언십이라 불렸다.
2001년 WWE가 WCW와 ECW를 흡수할 때 WCW에 있었던 타이틀이 전부 WWE로 옮기게 되면서 WCW 월드 태그팀 챔피언십과 통합 한적이 있었다. 2001년 서바이버 시리즈에서 더들리 보이즈가 하디 보이즈를 이기면서 WCW와 WWE 타이틀이 통합하여 WCW 월드 태그팀 챔피언십의 마지막 주인공이 되었다.
2002년 브랜드 확장때, 본 타이틀은 RAW 브랜드로 이동하면서 스맥다운 단장이었던 스테파니 맥맨이 스맥다운에서 WWE 태그팀 챔피언십을 만들어서 양 브랜드 간에 태그팀 챔피언십을 소지하게 되었다. 따라서 본 타이틀은 이름과 혼동하지 않게 위해서 WWE 월드 태그팀 챔피언십이란 이름으로 변경되었다.
2009년 레슬매니아에서 칼리토와 프리모가 존 모리슨과 더 미즈를 이겨 WWE 통합 태그팀 챔피언십이 되었다. 이 타이틀이 통합 태그팀 챔피언으로 이어가다가 2010년 8월, 새로운 태그팀 타이틀의 벨트로 바뀌면서 하트 다이너스티(데이비드 하트 스미스와 타이슨 키드)를 끝으로 40년 만에 폐지되어 역사속으로 사라지게 되었다.

## 역대 타이틀 명칭
| 타이틀 명칭               | 연도                              |
| ------------------------- | --------------------------------- |
| WWWF 월드 태그팀 챔피언십 | 1971년 6월 ~ 1979년 10월          |
| WWF 태그팀 챔피언십       | 1979년 10월 ~ 2002년 5월          |
| WWE 태그팀 챔피언십       | 2002년 5월 ~ 2002년 10월 14일     |
| WWE 월드 태그팀 챔피언십  | 2002년 10월 14일 ~ 2009년 4월 5일 |
| WWE 통합 태그팀 챔피언십  | 2009년 4월 5일 ~ 2010년 8월 16일  |

## 기록들
- 초대 챔피언 : 루크 그레이엄 & 타잔 테일러
- 마지막 챔피언 : 하트 다이너스티 (데이비 하트 스미스 & 타이슨 키드)
- 최장수 챔피언 : 데몰리션 (액스 & 스매쉬 & 크러쉬) (478일)
- 최단 기간 챔피언 : 에지 & 크리스찬 (1시간)
- 팀 최다 챔피언 : 더들리 보이즈 (버버레이 더들리 & 디본 더들리) (8회)
- 개인 최다 챔피언 : 에지 (12회)
- 최중량급 챔피언 : 오웬 하트 & 요코주나 (394kg)
- 최경량급 챔피언 : 폴 런던 & 브라이언 켄드릭 (172kg)
- 최고령 챔피언 : 릭 플레어 (55세 253일)
- 최연소 챔피언 : 르네 드퓨리 (19세 182일)

## 역대 챔피언
- 루크 그레이엄 & 타잔 테일러 (초대 챔피언)
- 칼 고치 & 르네 골렛
- 킹 커티스 오우키 & 마이클 시클루나
- 서니 킹 & 치프 제이 스트롱보우
- 미스터 후지 & 프로페서 다나카
- 헤이스탁스 칼론 & 토니 거니어
- 토니 거니어 & 딘 호
- 발렌타인 브라더스 (지미 발렌타인 & 자니 발렌타인)
- 도미닉 데누키 & 빅토 리베라/팻 배럿
- 블랙잭스 (란자 블랙잭 & 멀리건 블랙잭)
- 루이스 서던 & 토니 파리시
- 익세큐셔너스
- 치브 제이 스트롱오부 & 빌리 화이트 울프
- 디노 브라보 & 도미닉 데누키
- 유콘 럼버잭스 (에릭 & 피에르)
- 토니 거니어 & 레리 지비스코
- 발렌타인 브라더스 (제리 발렌타인 & 자니 발렌타인)
- 이반 푸츠키 & 티토 산타나
- 와일드 사모안스 (아파 & 시카)
- 밥 백런드 & 페드로 모릴스
- 토니 거니어 & 릭 마텔
- 문도그스
- 미스터 후지 & 미스터 사이토
- 치프 제이 & 쥴스 스트롱보우
- 토니 아틀라스 & 락키 존슨
- 아드리안 아도니스 & 딕 머덕
- U.S. 익스프레스 (마이크 로턴도 & 바리 윈드햄)
- 아이언 쉬크 & 니콜라이 볼코프
- 드림팀 (브루투스 비프케잌 & 그레이그 발렌타인)
- 브리티시 불독스 (다이나마이트 키드 & 데이비 보이 스미스)
- 하트 파운데이션 (브렛 하트 & 짐 네이드하트)
- 스트라이크 포스 (릭 마텔 & 티토 산타나)
- 데몰리션 (액스 & 스매쉬 & 크러쉬)
- 브레인 버스터즈 (안 앤더슨 & 툴리 블랜챠드)
- 콜로셀 커넥션 (앙드레 더 자이언트 & 하쿠)
- 네스티 보이즈 (브라이언 납스 & 제리 새그스)
- 리전 오브 둠 (애니멀 & 호크)
- 머니 Inc. ("밀리언 달러맨" 테드 디비아시 & 이원 R. 스키스터)
- 네츄럴 디새스터스 (어쓰퀘이크 & 타이푼)
- 더 스테이너 브라더스 (릭 스테이너 & 스캇 스테이너)
- 쿼베커스 (피에르 & 잭쿼스)
- 1-2-3 키드 & 마티 재네티
- 맨 온 미션 (메이블 & 모)
- 헤드시링커스 (파투 & 사무)
- 숀 마이클스 & 디젤
- 1-2-3 키드& 밥 할리
- 스모킹 건즈 (빌리 건 & 바트 건)
- 오웬 하트 & 요코주나
- 바디도너스 (스킵 & 집)
- 갓윙스 (헨리 & 피니스)
- 브리티시 불독 & 오웬 하트
- 스티브 오스틴 & 숀 마이클스
- 스티브 오스틴 & 두드 러브
- 헤드뱅거스 (모시 & 트래셔)
- 뉴 에이지 아웃로 (로드 독 & 빌리 건)
- 케인 & 맨카인드
- 스티브 오스틴 & 언더테이커
- 빅 보스맨 & 켄 샴락
- 제프 제럿 & 오웬 하트
- 케인 & 엑스 팍
- A.P.A. (브래드쇼 & 파룩)
- 하디 보이즈 (매트 하디 & 제프 하디)
- 언홀리 얼라이언스 (빅 쇼 & 언더테이커)
- 락 앤 삭 커넥션 (맨카인드 & 더 락)
- 할리 커즌 (크래쉬 할리 & 하드코어 할리)
- 맨카인드 & 알 스노우
- 더들리 보이즈 (버버레이 더들리 & 디본 더들리)
- 에지 & 크리스찬 (최단 기간 챔피언 1시간)
- 투 쿨 (그랜드 마스터 섹세이 & 스카티 투 하티)
- 라잇 투 센서 (불 부캐넌 & 굿 파더)
- 더 락 & 언더테이커
- 파괴의 형제 (언더테이커 & 케인)
- 투맨 파워 트립 (스티브 오스틴 & 트리플 H)
- 크리스 벤와 & 크리스 제리코
- 다이아몬드 달라스 페이지 & 크리스 캐니언
- 크리스 제리코 & 더 락
- 부커 T & 테스트
- 스파이크 더들리 & 태즈
- 빌리 앤 척 (빌리 건 & 척 팔럼보)
- 리코 & 리키쉬
- 에지 & 헐크 호건
- 크리스찬 & 랜스 스톰
- 허리-케인 (허리케인 & 케인)
- 크리스찬 & 크리스 제리코
- 부커 T & 골더스트
- 윌리엄 리갈 & 랜스 스톰
- 치프 몰리 & 랜스 스톰
- 케인 & 랍 밴 댐
- 라 레지스탕스 (실베인 그레니어 & 르네 드퓨리 & 랍 콘웨이)
- 에볼루션 (바티스타 & 릭 플레어)
- 부커 T & 랍 밴 댐
- 크리스 벤와 & 에지
- 유진 & 윌리엄 리갈
- 윌리엄 리갈 & 타지리
- 허리케인 & 로지
- 랜스 케이드 & 트래버 머독
- 케인 & 빅 쇼
- 스피릿 스쿼드 (케니 & 자니 & 미치 & 니키 & 마이키)
- 릭 플레어 & 로디 파이퍼
- 레이티드 R.K.O. (에지 & 랜디 오턴)
- 존 시나 & 숀 마이클스
- 폴 런던 & 브라이언 켄드릭
- 하드코어 할리 & 코디 로즈
- 코디 로즈 & 테드 디비아시
- 바티스타 & 존 시나
- CM 펑크 & 코피 킹스턴
- 존 모리슨 & 더 미즈
- 더 콜론즈 (칼리토 & 프리모)
- 크리스 제리코 & 에지
- 제리쇼 (크리스 제리코 & 빅 쇼)
- D-제레네이션 X (숀 마이클스 & 트리플 H)
- 쇼미즈 (더 미즈 & 빅 쇼)
- 하트 다이너스티 (데이비 하트 스미스 & 타이슨 키드) (마지막 챔피언)

## 같이 보기
- 트리플 크라운 챔피언십
- 그랜드 슬램 챔피언십
- WWE RAW 태그팀 챔피언십
- WWE 스맥다운 태그팀 챔피언십
- WWE NXT 태그팀 챔피언십
- WCW 월드 태그팀 챔피언십
- ECW 월드 태그팀 챔피언십
- TNA 월드 태그팀 챔피언십
- RoH 월드 태그팀 챔피언십
- GFW 월드 태그팀 챔피언십
- AEW 월드 태그팀 챔피언십